# 主婦聯合會
主婦聯合會（日语：主婦連合会），簡稱主婦聯（主婦連），是1948年成立的日本主要消費者團體之一。

## 組織背景和發展
主婦聯合會的起源是日本婦女為了抗議二次大戰後日本在黑市、通膨、還有日常用品和食品品質低落問題。1948年主婦聯合會成立後，成為日本主要的消費者團體。
由於早在二戰期間，日本婦女已有抗議白米配給制所產生的分配不公及品質參差不齊的問題，因此消費者很早就有意識認為政府有責任處理消費問題。